# 原虾蛄属
原虾蛄属（学名：Protosquilla）为原虾蛄科的一个属。

## 下属物种
本属包括以下物种：
- Protosquilla calypso Manning, 1974
- Protosquilla folini (A.Milne-Edwards, 1867)